# Rüdtligen-Alchenflüh
Rüdtligen-Alchenflüh ist eine politische Gemeinde im Verwaltungskreis Emmental des Schweizer Kantons Bern. Bis 1926 lautete der offizielle Name der Gemeinde Rüdtligen.

## Geographie
Rüdtligen-Alchenflüh liegt auf 505 m ü. M., 5 km nordwestlich der Stadt Burgdorf (Luftlinie). Das Dorf erstreckt sich im südlichen Teil der breiten Schwemmebene der Emme, auf der linken Seite des Flusses gegenüber von Kirchberg (BE), im Schweizer Mittelland.
Die Fläche des 2,7 km² grossen Gemeindegebiets umfasst einen Abschnitt des zentralen Berner Mittellandes und weist praktisch keine Reliefunterschiede auf. Die nordöstliche Grenze bildet der kanalisierte und begradigte Lauf der Emme. Von hier erstreckt sich der Gemeindeboden nach Südwesten über das Flachland der landwirtschaftlich intensiv genutzten Emmeebene bis an den Rand des Fraubrunnen-Rüdtligen-Waldes. Die höchste Erhebung von Rüdtligen-Alchenflüh wird mit 511 m ü. M. am südlichen Gemeinderand erreicht. Von der Gemeindefläche entfielen 1997 26 % auf Siedlungen, 5 % auf Wald und Gehölze, 67 % auf Landwirtschaft, und etwas mehr als 2 % war unproduktives Land.
Die Gemeinde besteht aus den beiden Ortsteilen Alchenflüh (510 m ü. M.) auf der linken Seite der Emme gegenüber von Kirchberg und Rüdtligen (505 m ü. M.), einem ländlichen Dorf westlich der Autobahn mit einigen schönen alten Bauernhäusern sowie grösseren Einfamilienhaussiedlungen. Nachbargemeinden von Rüdtligen-Alchenflüh sind Kirchberg (BE), Lyssach, Fraubrunnen und Aefligen.

## Bevölkerung
Mit 2451 Einwohnern (Stand 31. Dezember 2023) gehört Rüdtligen-Alchenflüh zu den mittelgrossen Gemeinden des Kantons Bern. Im Jahr 2000 waren von den Bewohnern 85,2 % deutschsprachig, 3,8 % italienischsprachig, und 2,3 % sprachen Albanisch. Die Bevölkerungszahl von Rüdtligen-Alchenflüh belief sich 1850 auf 476 Einwohner, 1900 auf 518 Einwohner. Bis 1960 verdoppelte sich die Bevölkerungszahl auf 1027 Personen. Seither wurde eine weitere Verdoppelung der Einwohnerzahl verzeichnet, wobei die grössten Zuwachsraten während der 1970er Jahre beobachtet wurden.

## Politik
Gemeindepräsidentin ist Patrizia Lambroia (SP).
Die Stimmenanteile der Parteien anlässlich der Nationalratswahl 2023 betrugen: SVP 41,5 % (−2,0 %), SP 15,8 % (+5,4 %), Mitte 10,9 % (−0,5 %), glp 8,0 % (+0,2 %), FDP 7,7 % (−1,2 %), GPS 6,7 % (−3,2 %), EVP 3,0 % (+0,3 %), EDU 2,0 % (+1,3 %).

## Wirtschaft
Rüdtligen-Alchenflüh war bis in die zweite Hälfte des 20. Jahrhunderts eine vorwiegend durch die Landwirtschaft geprägte Gemeinde. Heute haben der Ackerbau, der Obstbau und die Viehzucht nur noch einen geringen Stellenwert in der Erwerbsstruktur der Bevölkerung. Zahlreiche weitere Arbeitsplätze sind im Gewerbe und im Dienstleistungssektor vorhanden. Vor allem in Alchenflüh sind in Bahnhofnähe und am Dorfrand grössere Gewerbe- und Industriezonen entstanden. In Rüdtligen-Alchenflüh sind heute Betriebe des Gartenbaus, des Baugewerbes, der Nahrungsmittelindustrie (darunter die Emmi Käse AG) und mechanische Werkstätten vertreten. In den letzten Jahrzehnten hat sich das Dorf auch zu einer Wohngemeinde entwickelt. Viele Erwerbstätige sind deshalb Wegpendler, die hauptsächlich in der Region Burgdorf und in der Agglomeration Bern arbeiten. Am 21. November 2006 wurde auf dem Gemeindegebiet Rüdtligen-Alchenflüh der Möbelfachmarkt Conforama eröffnet. Seit dem 15. Dezember 2006 sind eine Coop-Tankstelle mit Shop und ein Burger-King-Restaurant geöffnet. Am 1. März 2007 erfolgte die Eröffnung des Möbelhauses Pfister. Damit werden alleine in der Region um die Autobahnausfahrt in Alchenflüh rund 500 Arbeitsplätze angeboten.

## Verkehr
Die Gemeinde ist verkehrstechnisch hervorragend erschlossen. Sie liegt an der Hauptstrasse 1 von Bern nach Zürich, von der hier die Hauptstrasse 23 nach Burgdorf und ins Emmental abzweigt. Auf dem Gemeindegebiet befindet sich die Anschlussstelle Kirchberg an die Autobahn A1 (Bern–Zürich), rund 1 km vom Ortskern entfernt. Am 26. Mai 1875 wurde die Eisenbahnlinie von Burgdorf nach Solothurn mit dem Bahnhof Kirchberg-Alchenflüh (auf dem Gebiet von Alchenflüh) eröffnet. Die S-Bahn-Station der BLS sowie die viertelstündige Busverbindung in Richtung Burgdorf bieten den Einwohnerinnen und Einwohnern der Gemeinde Rüdtligen-Alchenflüh eine ausgezeichnete Erschliessung mit dem öffentlichen Verkehr.

## Geschichte
Die erste nicht einwandfrei nachgewiesene Erwähnung Rüdtligen-Alchenflühs geht ins Jahr 894 n. Chr. zurück. Später erschienen für Rüdtligen die Bezeichnungen Rüdelingen (1261), Rüdlingen (1275), Rütlingen (1303), Rüttlingen (1582) und Rüedligen (1783). Der Ortsname geht auf den althochdeutschen Personennamen Hrodilo oder Ruodilo zurück und bedeutet somit bei den Leuten des Hrodilo/Ruodilo. Alchenflüh wird 1389 als Alfenflün, 1409 als Alchenflu und 1579 als Allchaflü in den Urkunden genannt. Dieser Name geht auf den althochdeutschen Personennamen Alcher oder Alker zurück und bedeutet bei den Flühen des Alcher, womit die Sandsteinfelsen bei Kirchberg gemeint sind.
Wahrscheinlich schon zur Zeit des Königreichs Hochburgund war der Ort eine wichtige Gerichtsstätte (unter dem Saarbaum zu Alchenflüh) in der Region. Im Hochmittelalter gehörten Rüdtligen und Alchenflüh zum königlichen Hof von Kirchberg. Später befanden sich die Dörfer unter der Oberhoheit der Zähringer und ab dem 13. Jahrhundert unter derjenigen der Kyburger. Unter bernischer Herrschaft (seit 1406) bildete Alchenflüh weiterhin einen Gerichtsort, der zunächst der Landvogtei Wangen, ab 1471 dem Schultheissenamt Burgdorf untergeordnet war. Nach dem Zusammenbruch des Ancien Régime (1798) gehörten Rüdtligen und Alchenflüh während der Helvetik zum Distrikt Burgdorf und ab 1803 zum Oberamt Burgdorf, das mit der neuen Kantonsverfassung von 1831 den Status eines Amtsbezirks erhielt. Seit 1833 gehörte Alchenflüh zur politischen Gemeinde Rüdtligen.
Auf Beschluss der Einwohnergemeinde am 8. November 1926 wurde der Gemeindename von Rüdtligen in Rüdtligen-Alchenflüh abgeändert. Eine 1973 durchgeführte Konsultativabstimmung über einen Zusammenschluss von Rüdtligen-Alchenflüh mit Kirchberg wurde abgelehnt. Die Autobahn A1 zerschneidet seit ihrer Eröffnung 1965 die Ortsteile Rüdtligen und Alchenflüh. Im Rahmen des Baus der neuen Eisenbahnlinie von Bern nach Olten (Bahn 2000) wurde bis 2001 auch die Autobahn in einen Tagbautunnel verlegt, wodurch die Wohnqualität in den Ortschaften gehoben wurde und ein neuer Freizeitraum entstand. Der Ortskern von Alchenflüh wurde zudem durch die Entlastungsstrasse Kirchberg–Alchenflüh vom Durchgangsverkehr befreit.

## Sehenswürdigkeiten
Im Ortsteil Rüdtligen sind einige charakteristische Bauernhäuser im bernischen Landstil aus dem 18. und 19. Jahrhundert erhalten. Rüdtligen-Alchenflüh besitzt keine eigene Kirche, es gehört zur Kirchgemeinde Kirchberg. Zu einem Begegnungsplatz (Skaterbahn, Grillstellen, Tische, Bänke, Laubengang usw.) ausgebaut wurde die Überdeckung der Autobahn. Dahinter liegt als ökologische Ausgleichsfläche der Bahn 2000 das Areal Schmittebächli mit einer grossen Teichanlage.
In den 2010 abgebrochenen Chicorée-Hallen in Alchenflüh hatte der in Burgdorf geborene Regisseur Franz Schnyder die Studios seiner Firma Neue Film AG eingerichtet und dort mehrere seiner bekannten Gotthelf-Filme realisiert.

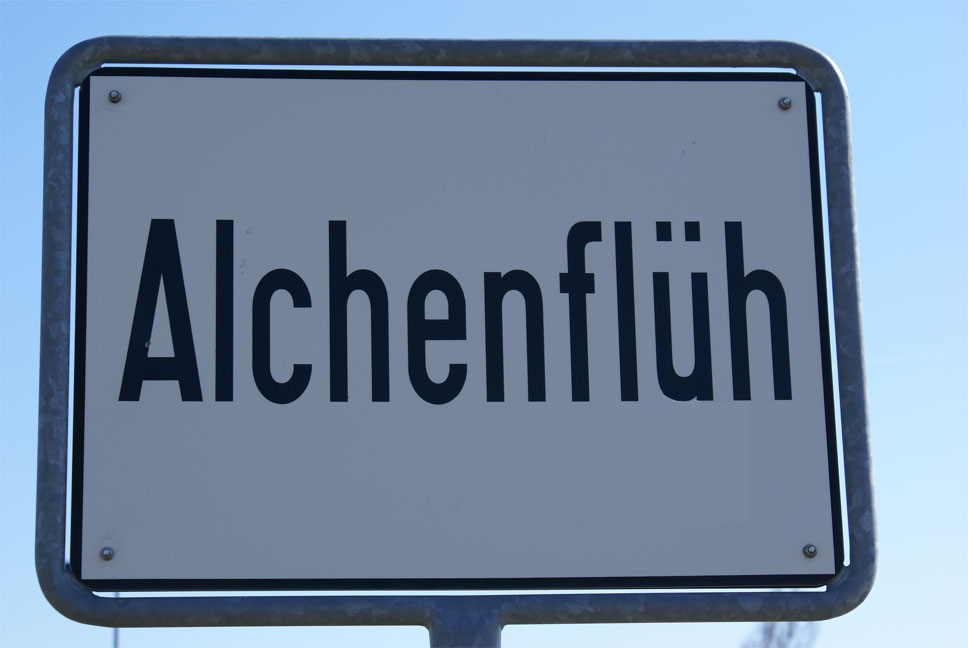
Ortstafel Alchenflüh
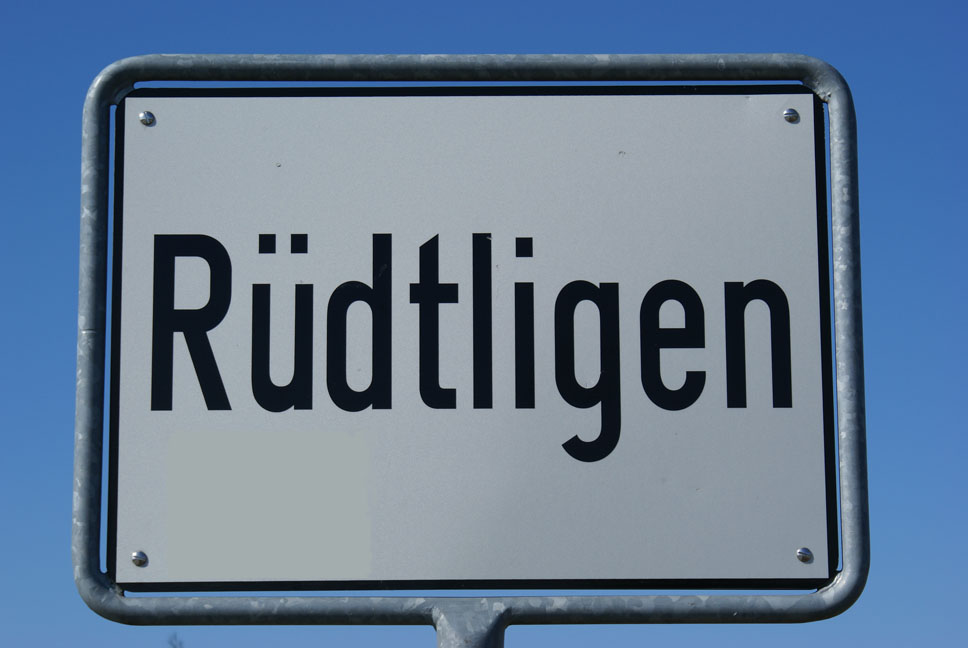
Ortstafel Rüdtligen
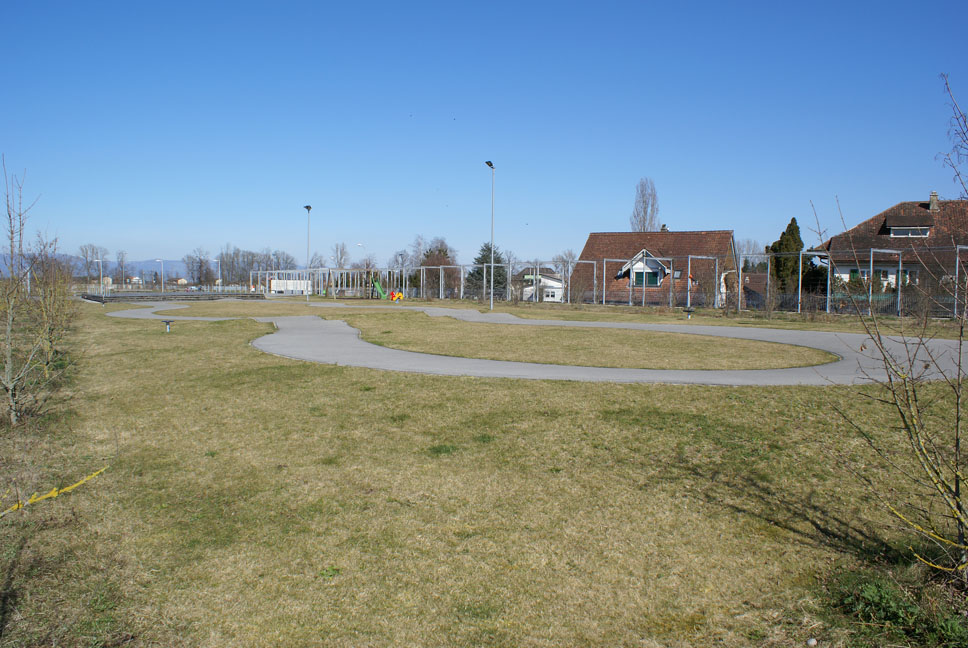
Autobahnüberdeckung
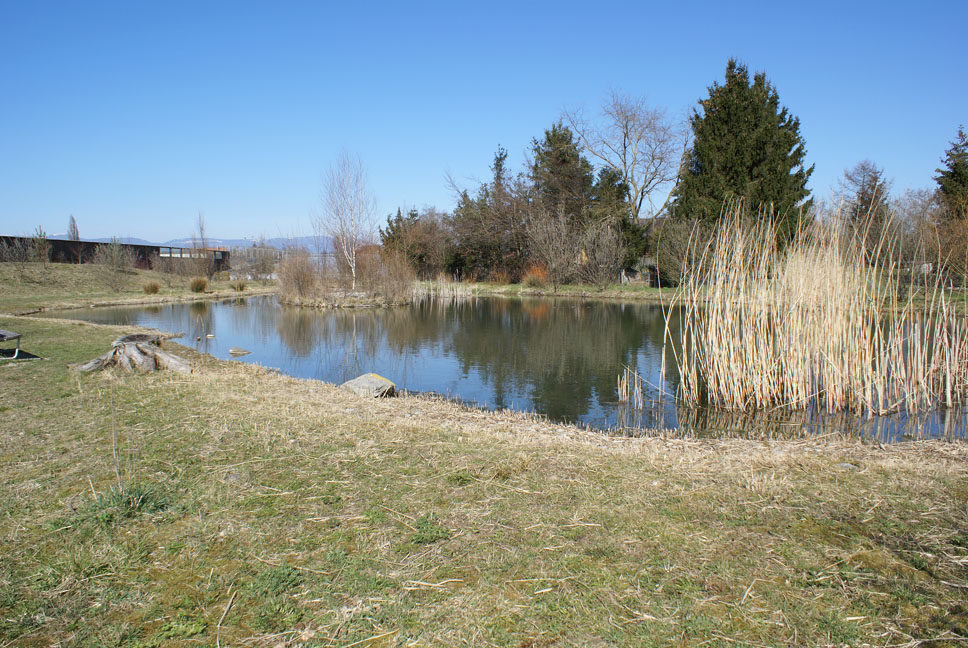
Renaturierung
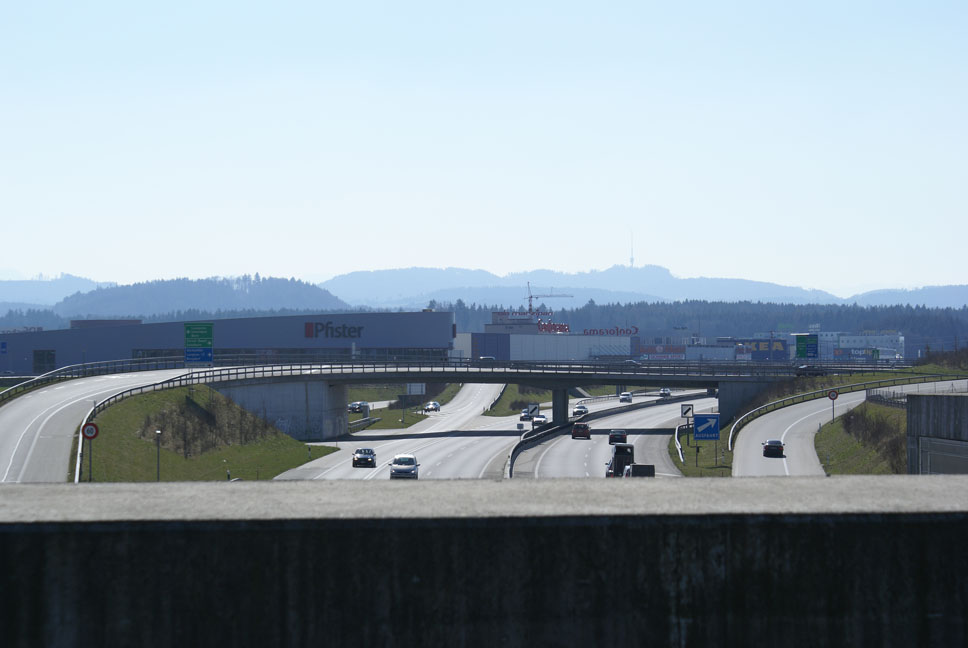
Shopping-Meile
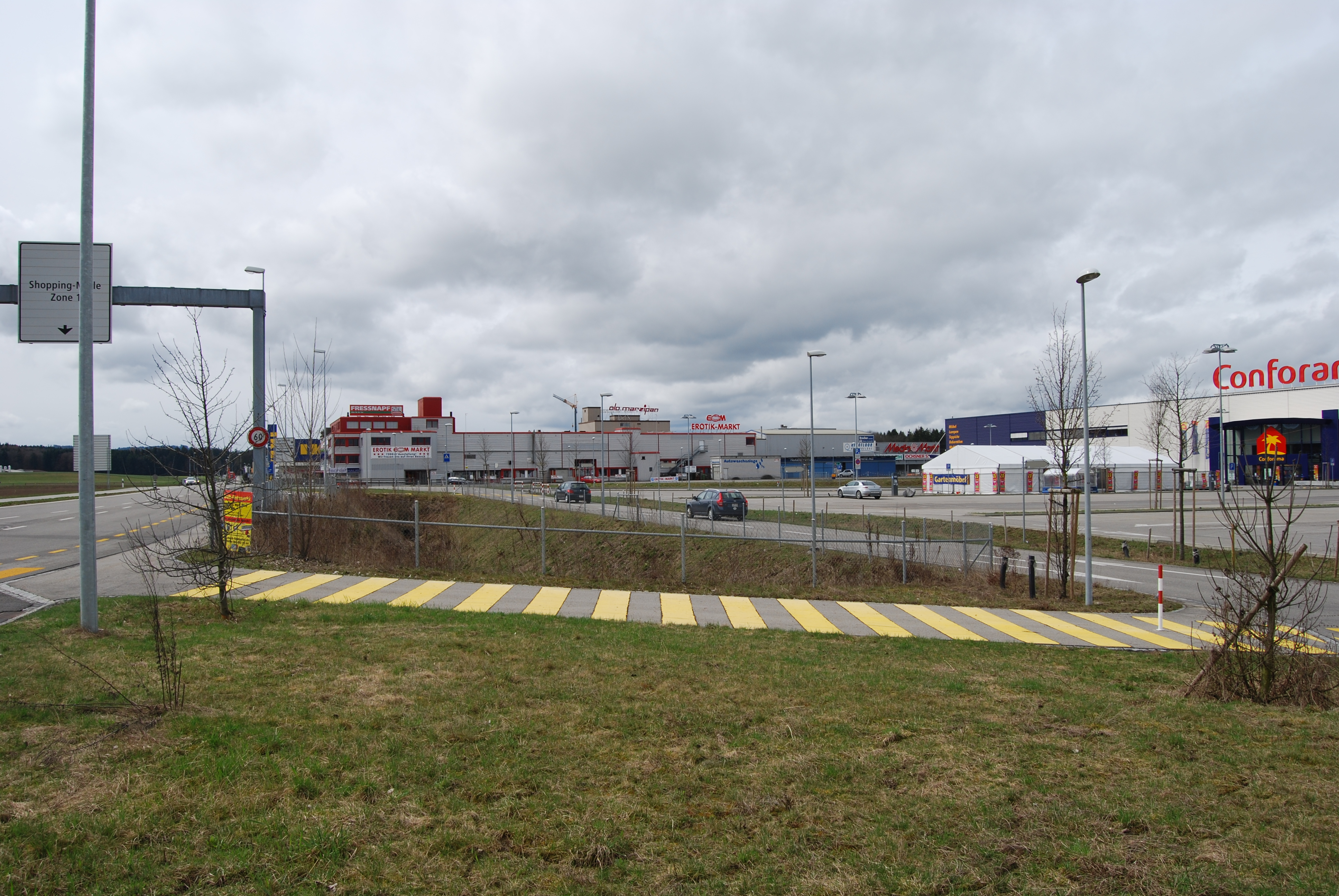
Shopping-Meile